# Austrohormius planus
Austrohormius planus är en stekelart som beskrevs av Sergey A. Belokobylskij 1989. Austrohormius planus ingår i släktet Austrohormius och familjen bracksteklar. Inga underarter finns listade.